# Birgitte Stærmose
Birgitte Stærmose (geboren am 18. Oktober 1963 in Odense) ist eine dänische Filmregisseurin und Drehbuchautorin.

## Leben und Werk
Birgitte Stærmose studierte Film an der Universität Kopenhagen und in Philadelphia an der Temple University, die sie mit einem Master of Fine Arts abschloss. Sie arbeitete 14 Jahre in den Vereinigten Staaten, bevor sie nach Dänemark zurückkehrte. Sie drehte ab 2001 zunächst einige Kurzfilme, bevor 2011 ihr Langfilmdebüt unter dem Titel Værelse 304 (Room 304) erschien. Neben Spiel- und Dokumentarfilmen führte sie auch Regie bei TV- und Streaming-Serien, so etwa bei der Netflix-Serie The English Game (2020).
Sie war bereits zweimal zu den Internationalen Filmfestspielen Berlin eingeladen: im Jahr 2010 mit dem Kurzfilm Ønskebørn (Out of Love), der dort mit einer Lobenden Erwähnung der Jugendjury Generation 14plus ausgezeichnet wurde, und im Jahr 2024 mit dem Dokumentarfilm Afterwar. Der Film Afterwar ist ein Nachfolgeprojekt zum 2009 erschienenen Kurz-Dokumentarfilm Ønskebørn, für den sie erneut mit der Produzentin Lise Lense-Møller zusammenarbeitete.

## Filmografie (Auswahl)
Kurzfilme
- 2001: Se mig nu (Now Look at Me)
- 2003: Små skred (Small Avalanches)
- 2006: Istegade
- 2007: Sophie
- 2009: Ønskebørn (Out of Love)

Spielfilme
- 2013: Værelse 304 (Room 304)
- 2017: Darling
- 2023: Camino

Dokumentarfilme
- 2024: Afterwar (Dokumentarfilm)

Serien
- 2019: The Spanish Princess (Starz)
- 2020: The English Game (Netflix)
- 2022: Industry (HBO)

## Auszeichnungen (Auswahl)
Se mig nu
- 2001: Publikumspreis, Hamptons International Film Festival

Små skred
- 2003: Prix UIP Edinburgh (European Short Film), Edinburgh International Film Festival
- 2004: Goldener Schlüssel, Art Film Festival Trenčianske Teplice

Sophie
- 2007: ARTE Kurzfilmpreis, Filmfestival Dresden

Ønskebørn
- 2010: Lobende Erwähnung Jugendjury Generation 14plus, 60. Internationale Filmfestspiele Berlin
- 2010: Special Jury Mention, Melbourne International Film Festival
- 2010: Publikumspreis, Odense International Film Festival
- 2010: Lobende Erwähnung, Odense International Film Festival
- 2010: Bester Dokumentarischer Kurzfilm, Danish Film Awards (Robert)
- 2010: Bester Kurzfilm, Internationales Filmfestival von Stockholm
- 2010: Jury Award, Bester Dokumentarischer Kurzfilm, Internationales Film Festival Tirana (AL)
- 2011: Silbernes Hufeisen für den Besten Film, Internationales Film Festival Asterfest

Værelse 304
- 2013: Beste Regie, Aubagne International Film Festival